# Galgupha nitiduloides
Galgupha nitiduloides är en insektsart som först beskrevs av Wolff 1802.  Galgupha nitiduloides ingår i släktet Galgupha och familjen glansskinnbaggar.

## Underarter
Arten delas in i följande underarter:
- G. n. nitiduloides
- G. n. coerulescens
- G. n. texensis